# Jan Dorszyński
Jan Dorszyński (ur. 25 czerwca 1875 w Zarzeczu koło Chojnic, zm. 15 lipca 1931 w Lipuszu) – polski duchowny katolicki, działacz społeczny, organizator szkolnictwa.
Był synem listonosza Kazimierza i Marianny z domu Scheffler, miał liczne rodzeństwo, z którego brat Marceli (1879–1938) również został księdzem i był proboszczem w Drzycimiu. Jan Dorszyński uczęszczał do pelplińskiego Collegium Marianum, potem do gimnazjum w Chojnicach. Tamże w 1897 zdał maturę i podjął studia w seminarium w Pelplinie, uwieńczone święceniami 17 marca 1901.
Do 1912 pełnił posługę duszpasterską jako wikariusz w szeregu parafii – w Gdańsku, Luzinie, Jastarni, Łasinie, Chełmnie, Koronowie, Jeżewie, Mrocznie, Lubawie, Mędromierzu, Drzycimiu, Dobrczu. Zwolniony następnie z pracy ze względu na chorobę, zamieszkał w willi Stella Maris w Gdyni, gdzie prowadził dla dzieci lekcje języka polskiego. Należał do Towarzystwa Naukowego w Toruniu.
U schyłku I wojny światowej zaangażował się w polski ruch narodowy, będąc m.in. współzałożycielem Towarzystwa Rybaków (1918) oraz wchodząc w skład Rady Ludowej w Sopocie (1919). W niepodległej Polsce organizował struktury szkolne w powiecie wejherowskim, a w latach 1920–1921 pełnił obowiązki komisarycznego inspektora szkolnego, mając pod swoim nadzorem m.in. Gdynię.
W marcu 1921 powrócił do pracy duszpasterskiej, mianowany proboszczem w Lipuszu. Przeprowadził tam remont kościoła oraz budowę domu parafialnego. Ogłosił drukiem Kazania katechetyczne o przykazaniach boskich (1927).